# 妾
妾（めかけ、しょう）とは、婚姻した男性が、妻以外にも囲う女性のことで、経済的援助を伴う愛人を指す。

## 言葉の意味
漢語の「妾」（ショウ）は「女性の奴隷」や身の回りの世話をする「召使い」を意味し、「めかけ」も意味する。その語源は明らかではないが、「捕らえる」を意味する動詞の名詞化に由来するという説がある。

## 漢字の成り立ち
「妾」という漢字は会意文字であるが、その形の由来は明らかではない。なお、この文字の上部の「立」について入墨の道具を象ったものと説明されることがあるが、これは根拠のない誤った分析に基づくもので、実際には頭の飾りを描いたものと考えられている。

## 日本
上方では「てかけ」と称する。妻がいる場合は「二号」、妻と一人目の妾がいる場合は「三号」と、関係を結んだ順にナンバリングされた呼び方がある。妻以外の愛人をまとめて「二号」と呼ぶこともある。また、俗に性別からくる立場が逆転している場合、女性に養われる男性を男妾（おとこめかけ/だんしょう）と呼ぶこともある。
現代日本においては、既に婚姻している男性が重ねて婚姻（重婚）することができないため、私的に妻と同様に扱われていても、妻と同じ法的・社会的地位は得られない。そのため、愛人も同然の扱いを受けることがほとんどである。妻の同意を得て妾としたい女性と養子縁組を結んだ妾のことを妾養子（めかけようし）と呼ぶこともあり、「妾養子」は税制や相続等においては妻ではないものの娘と同じ扱いで親族と遇されることは可能である。ただし、妻と死別又は離婚した後に「妾養子」と再婚することは離縁して養子縁組を解消しても元養親子間の婚姻を禁じた民法第734条の規定によりできない。
1870年（明治3年）12月に制定された『新律綱領』（布告第九四四）では妻と妾を同等の二等親と定められた。妻と妾が同等の権利をもった、ということではないが、「妾」の存在が公認された。
1880年（明治13年）7月、刑法（太政官第三六号布告)(明治15年1月施行)で「妾」に関する条項は消えた。しかし、内務省は「刑法の改定は戸籍上に関係無之（関係これなし)」という指令を発し。刑法施行前に入籍した妾は「総テ従前ノ通取扱（すべて以前の通り取り扱う)」とされた。1898年（明治31年）、戸籍法によって戸籍面から妾の字が消える 。

### 特徴
妾の特徴は、次のとおり。
- 妾の存在は、妻は承知しているもので、社会的に必ずしも隠されるものではない。この点、妻に秘密にする不倫とは大きく違う。
- 女性の社会的、経済的地位が低かった以前の日本において妾は、生活保障等の経済的援助が不可分のため「男の甲斐性」の象徴として是認されることもあった。しかし、男女平等主義の現代において妾という言葉は性差別や男尊女卑などと社会的批判の対象となりかねないので、単に彼女、愛人、浮気相手などと呼ばれることの方が多い。
- 「○○さんの妾になる」と直接的な表現は用いず、「○○さんの世話になる」という間接的な表現を用いることが多い。
- 妻と妾が同居することは少ない。普通は別の家（妾宅）を与えてそこに生活させる。
- 一般に、地域社会において妾の産んだ子は、妻の産んだ子より低く見られる。

民法においても、父親が死亡した際の嫡出子と非嫡出子の相続分に差があり、最高裁判所もこれを合憲としていたが（最高裁平成3年（ク）第143号同7年7月5日大法廷決定・民集49巻7号1789頁）、2013年9月4日最高裁判所大法廷は当該規定について法の下の平等を定めた憲法14条1項に遅くとも2001年7月の時点では反するに至っていたとして、違憲判断を下した（婚外子相続差別訴訟）。
- 売春防止法の売春には該当しないため、刑法上の犯罪ではない。ただし、重婚は重婚罪を規定する刑法184条、結婚詐欺は刑法246条の詐欺罪に抵触する。

## 中国
中国では、経済発展に伴いアルナイ(漢字では二奶)と呼ばれる妾が生まれた。アルナイを持つことを「包アルナイ」と呼ぶ。また、アルナイが集まった集落を「アルナイ村」と呼ぶ。アルナイは中国国内各地だけでなく、アメリカ西海岸やハワイなどにも広まっており社会問題となっている。
発祥は深圳。香港などから荷物を運ぶためにやってくるドライバーが、深圳へ出稼ぎにきた内陸の貧しい地域の若い女性を囲うようになる。出稼ぎ女性の労働環境は過酷な状況にあった。工場で朝から夜まで働いても月200元。そのため、三陪嬢（夜の相手もすることがあるホステス）となる女性も多かった。そうした中で、ドライバーに月数千元の生活費を条件に専属の相手として買われる女性が生まれることとなった。これは一種の雇用契約と呼ぶべきもので、男性の望むことを行うことへの対価を受け取るということになる。
その後、貿易の拡大、経済発展により各地に豪商や成金が多く生まれた。彼らや権力を持つ役人がアルナイを囲うようになったことにより、アルナイは全国に広まっていった。それに伴い、家庭崩壊などの社会問題も生まれていった。

## 転用語
男妾（おとこめかけ、だんしょう）
情夫として女に囲われている男。さらに転じて、金持ちの太鼓持ちのように振舞う男を意味する卑語として用いられることもある。
財界妾（ざいかいめかけ）
経済界の利益を代弁して言動する学者や評論家、政府の有識者などを指して、男女の別なく批判的に用いられる卑語。

## 関連作品
- 雁
- 華麗なる一族
- あかんたれ
- 蓮の葉女
- 祭りの準備
- 青天を衝け
- 光る君へ